# Corina Vargas
Corina Vargas Vargas (Coyanco, 23 de agosto de 1900 - Concepción, 15 de agosto de 1989) fue una profesora de inglés y psicología chilena. Fue decana de la Facultad de Filosofía y Letras de la Universidad de Concepción, la primera mujer que ejerció ese cargo en una universidad de Latinoamérica.

## Biografía
Nació en Coyanco, Región de Ñuble, y creció en Yungay. Tras estudiar en la Escuela Pública de Yungay se trasladó a la ciudad de Tomé para incorporarse al Liceo de Niñas de esa comuna. Desarrolló sus estudios universitarios en la Universidad de Concepción, donde cursó la carrera de pedagogía en inglés. Fue egresada de la segunda generación de aquella universidad. En 1924 viajó a Estados Unidos para especializarse en la Universidad de Columbia, en Nueva York; allí obtuvo un Master of Arts en psicología educativa y experimental. Una de sus influencias académicas fue Edward Thorndike.
Al regresar a Chile fue contratada como profesora de la Facultad de Filosofía y Letras de la Universidad de Concepción. Un año después obtuvo el cargo de secretaria académica. Dentro de la universidad participó en la fundación de la Escuela Experimental de Aplicación y en la creación del Laboratorio de Pedagogía Experimental. También contribuyó a crear la Sociedad de Exalumnos de la Universidad de Concepción y la Asociación de Mujeres Universitarias. Asimismo, dio clases de pedagogía y psicología en el Liceo Fiscal de Niñas de Concepción.
En 1943 fue elegida por unanimidad como decana de la  Facultad de Filosofía y Letras de la Universidad de Concepción, la primera mujer en ejercer ese cargo en una universidad latinoamericana. Desempeñó sus labores hasta 1955. Durante su gestión participó en la implementación de nuevos cursos para la formación de docentes.
Tras esto, y por encargo del rector David Stitchkin, colaboró en la creación de una red de exalumnos de la universidad a lo largo de todo el país. Fue, hasta 1967, jefa de la Oficina de Coordinación de Exalumnos.

## Legado
Un año después de su muerte, la Municipalidad de Concepción bautizó una calle de la comuna con su nombre. En tanto, la Universidad de Concepción creó una beca con su nombre en el magíster en educación, y nombró un edificio de la Facultad de Educación en su honor. En octubre de 2021, una plaza del Cementerio General de Concepción fue bautizada en su honor.